# Manobra de Epley
A manobra de Epley é uma manobra utilizada para tratar a vertigem posicional paroxística benigna (VPPB) . A manobra foi desenvolvida pelo Dr. John Epley e descrita pela primeira vez em 1980.A manobra de Epley é a manobra mais indicada para tratar a VPPB de canal semicircular posterior.  É um procedimento relativamente simples, porém só deve ser realizada por profissional especializado (médico otorrinolaringologista, otoneurologista, fonoaudiólogo e/ou fisioterapeuta). 
A manobra de Epley ou procedimento de reposição canalicular é usada para reposicionar os otólitos do canal semicircular posterior ou anterior para o utrículo, a sua devida localização. É largamente utilizada, sendo considerada um tratamento de primeira linha para a vertigem posicional paroxística benigna. É um procedimento seguro para pessoas jovens e idosos  com queixa de VPPB de canal posterior e pode ser efetuado em poucos minutos.

### Passo a passo para realização da manobra de Epley
Antes da realização da manobra terapêutica,  é necessário realizar a manobra avaliativa chamada Dix-Hallpike para verificar se realmente a alteração é no canal semicircular posterior.   
1. O paciente começa em uma postura ereta sentada, com as pernas completamente estendidas e a cabeça girada 45 graus para o lado afetado.
2. O paciente é, então, rapidamente e passivamente forçado para baixo para trás pelo terapeuta, que realiza o tratamento em uma posição supina com a cabeça erguida aproximadamente em uma extensão de 30 graus pescoço (posição de Dix-Hallpike), onde o ouvido afetado fica de frente para o chão.
3. O terapeuta observa os olhos do paciente para verificar a direção do nistagmo primário.
4. O paciente permanece nesta posição durante aproximadamente 1-2 minutos.
5. A cabeça do paciente é, então, virada 90 graus para a direção oposta, de modo que o ouvido afetado fique em direção ao chão, tudo ao mesmo tempo mantendo a flexão do pescoço em 30 graus.
6. O paciente permanece nesta posição durante aproximadamente 1-2 minutos.
7. Mantendo-se da cabeça e pescoço numa posição fixa em relação ao corpo, o indivíduo rolam sobre os seus ombros, girando a cabeça mais 90 graus no sentido de que eles se deparam. O paciente agora olha para baixo num ângulo de 45 graus.
8. Os olhos devem ser imediatamente observado pelo terapeuta para identificar o nistagmo; este estágio secundário deve bater na mesma direção do nistagmo primário. O paciente permanece nesta posição durante aproximadamente 1-2 minutos.
9. Finalmente, o paciente é lentamente trazida até uma postura vertical sentada, mantendo ao mesmo tempo a rotação de 45 graus da cabeça.
10. O paciente mantém a posição sentado por até 30 segundos.Etapas da Manobra de Epley

Etapas da Manobra de Epley

A manobra de Epley deve levar cinco minutos para ser concluída. Três ciclos completos devem ser realizados antes de se ir para a cama.

#### Contraindicações
As contraindicações a este procedimento são: fraturas que não permitam o doente deitar-se rapidamente ou virar-se para os lados; fraturas cervicais recentes, cirurgia ou instabilidade desta estrutura; descolamento da retina recente; patologia carotídea instável ou histórico de dissecção vertebral.
Não é requerido qualquer tipo de anestesia.